# 스위스 은행

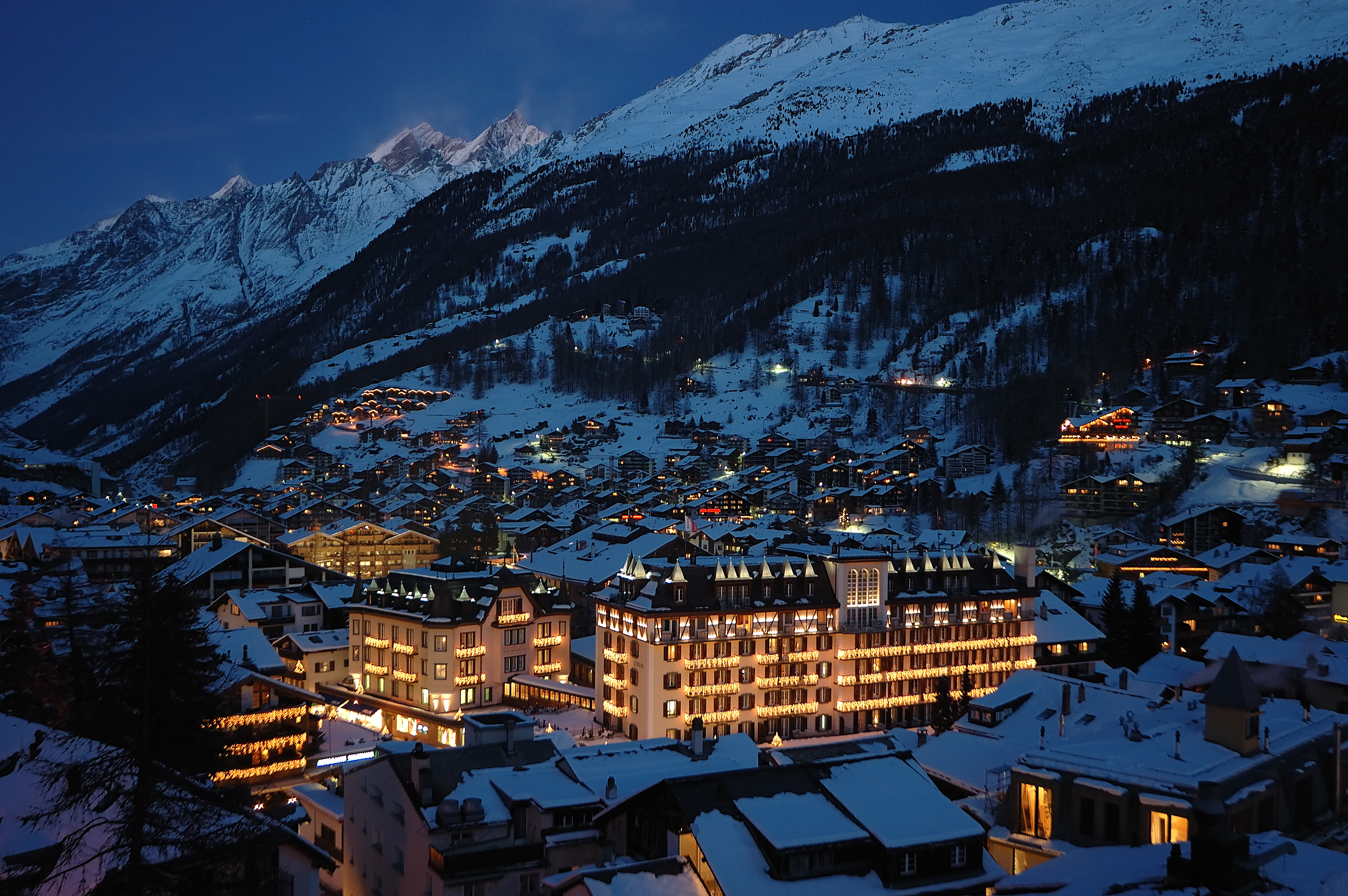
스위스 은행은 비밀주의로 유명하다.

스위스 은행(banking in Switzerland)은 스위스 은행법에 따라 스위스에 본사를 두고 운영되는 은행의 총칭 또는 통칭이다. 스위스 은행이라는 이름의 은행은 존재하지 않으며, 스위스의 중앙은행인 스위스 국립은행도 별도로 존재하고 있다. 일반적으로 익명성 및 기밀성이 뛰어난 은행으로 알려져 있다.

## 개요
스위스는 유럽의 교차로라고 불리며 교역이 성행하고 있었기 때문에 환율 산업이 오래전부터 발달해 있었다. 또한 스위스는 국민개병제 실시하는 국가로서, 정예 군대를 보유한 중무장 영세중립국이며, 유엔을 비롯한 국제기구의 본부와 사무실을 다수 유치하고 있으며, 또한 각국의 왕족, 귀족, 부자의 자금을 보전 · 보관하고 있기 때문에 타국에서의 침략을 받을 가능성이 매우 낮은 나라에 속한다.
속칭으로 스위스 은행이라는 경우는 많은 스위스의 프라이빗 뱅크를 가리키고 있다. 계좌번호라는 임의 번호로 관리되고 계정 소유자나 명의인이 표시되지 않는 익명의 숫자계좌를 개설 할 수 있으며 기밀성이 매우 높기 때문이다. 프라이빗 뱅킹 업무를 표방하는 금융 기관은 세계 각국에 다수 있지만, 스위스의 민간 은행은 무한 책임을 지는 개인 은행가가 파트너로 운영하는 은행이며, 세계 부호에게 애용되고 있다.
그러나 익명 계좌라는 것은 프라이빗 뱅크 외에도 클리어스트림(Clearstream)과 같은 국제 결제 기관에서 개설할 수 있다.

## 은행비밀주의
스위스 은행은 은행비밀주의(銀行祕密主義, Bank secrecy)로 매우 유명하다. 의사, 변호사의 비밀유지의무 보다 더 강력하게, 스위스 은행 직원들이 CIA 요원처럼 비밀유지의무를 진다. 많은 은행들이 알프스산맥에 견고한 지하 벙커를 설치해 금괴를 보관해왔다.
스위스 은행의 은행비밀주의는 프랑스 부르봉 왕조의 루이 14세 때부터 시작됐다. 루이 14세가 1685년 신교도의 자유를 보장하던 낭트칙령을 폐지하면서 프랑스 위그노 신교도들 다수가 스위스로 건너가 은행업을 시작한 것이 스위스 은행업의 뿌리다. 루이 14세는 프랑스 국경 확장을 위한 자금을 스위스 신교도들에게 빌릴 수밖에 없었다. 이에 그는 자신의 신분을 감추고 이들에게서 자금을 빌렸는데, 이것이 스위스 은행 비밀주의의 시초다. 이후 1789년 프랑스 혁명이 일어나자 프랑스 귀족과 부호들이 스위스의 은행을 이용하면서 비밀주의는 더욱 강해졌고, 1930년대 나치 정권이 스위스 은행에 유대인 명의 계좌 정보를 요구했을 때 스위스 정부는 이를 거부하며 비밀주의 원칙을 명문화했다.
한국 정유사업에 투자한 미국 정유기업 걸프가 박정희 대통령에게 건넨 20만 달러가 스위스 은행 UBS의 비밀 계좌번호 '626,965.60D'에 예치됐다고 한다.
2018년 1월, 영국에 본부를 둔 조세정의네트워크(TJN)는 2018 금융비밀지수(FSI, Financial Secrecy Index) 보고서에서 조사 대상 110개국 가운데 스위스가 1589.57점으로 1위를 차지했다고 밝혔다. 한국은 314.05점으로 33위를 차지했다. 점수가 높을 수록 돈세탁과 조세회피가 쉽다.
- 1위 스위스 1589.57
- 2위 미국 1298.47
- 3위 케이맨제도 1267.68
- 4위 홍콩 1243.68
- 5위 싱가포르 1081.98
- 6위 룩셈부르크 975.92
- 7위 독일 768.95
- 8위 대만 743.38
- 9위 아랍에미리트 661.15
- 10위 건지섬 658.92
- 33위 한국 314.05

스위스는 전통적인 은행비밀주의를 금융산업의 핵심원칙으로 고수해 왔으나, 최근 미국 및 유럽연합(EU, European Union) 국가들이 금융거래 투명성 제고와 세금범죄 방지를 명분으로 은행비밀주의를 폐지하라고 압박하고 있다. '세계 최고의 철통비밀금고'로 불리는 스위스는 1934년 은행이 고객의 정보를 공개할 경우 벌금을 물린다는 내용의 금융비밀주의를 도입했다. 2013년 5월, EU 정상들은 탈세를 차단하기 위해 은행 비밀주의를 없애기로 원칙적으로 합의했다.
2008년 미국발 글로벌 금융위기 이후, 미국은 스위스의 은행비밀주의를 공격하고 있으며, 스위스 정부는 가상통화 거래소의 세계 최대 허브가 되려는 정책으로 미국의 압력을 이겨내려고 한다. 2008년 당시, UBS는 미국 부유층이 스위스 비밀 은행계좌에 자금을 숨기는 것을 주선한 혐의로 미국 법무부로부터 7억 8천만 달러의 벌금 폭탄을 맞았다. 현재도 UBS는 서울 지점에 부유층을 위한 프라이빗 뱅크 서비스를 하고 있다.
2차대전 당시, 미국은 히틀러의 비밀금고가 있는 스위스를 공격하려고 했지만, 영국왕의 비밀금고가 스위스에 있기 때문에, 영국이 미국의 스위스 공격을 반대했다.
2019년 2월 20일, 프랑스 법원은 부자들의 탈세를 도운 혐의로 스위스 최대 은행 UBS에 45억유로(약 5조7000억원)에 이르는 천문학적인 벌금과 배상금을 부과했다. 37억유로의 벌금과 8억유로의 배상금을 지급할 것을 명령했다. 프랑스 역사상 가장 큰 규모의 세금 관련 벌금 기록이다. 45억유로는 UBS의 1년 전체 수익과 맞먹는 금액이다. UBS는 영화 제임스 본드에나 나올 법한 작전을 펼치며 프랑스 부자들을 유인하고 돈세탁을 도왔다. UBS 직원들은 자동으로 삭제되는 하드 디스크 드라이브를 사용했으며, 로고가 들어가지 않은 명함 등으로 회사 행사에 불법적으로 끌어들였다.
미국 하원 국제관계위원회의 1978년 프레이저 보고서는 박정희 대통령이 국제거래의 커미션을 받은 스위스 비밀계좌를 조사했다. 보고서는 이후락 전 중앙정보부장의 아들과 호남정유 사장 등의 명의로 UBS 비밀계좌에 분산 보관되었다고 밝혔다. 2017년 2월 23일, 더불어민주당 노웅래 의원은 "최순실이 박정희 전 대통령의 스위스은행 비자금 세탁을 위해 1992년부터 독일에 페이퍼컴퍼니를 세우기 시작했고, 비자금이 수조원대로 추정된다"고 말했다. 노 의원은 특히 "10.26 사건 이후 박근혜 대통령이 보안 요원 5명과 함께 스위스를 방문해 비밀계좌의 예금주 이름을 변경했고, 동행한 5명에게 사례비로 5만 달러씩 줬다는 제보를 경향신문이 받았다"고도 주장했다.
전세계의 무기 수출은 판매대금의 20%가 커미션이며, 무기를 구매한 국가원수에게 사례로 지급하는 것이 국제 관행이다. 박정희 대통령뿐만 아니라 전세게의 모든 국가원수가 무기 거래 대금의 20% 커미션을 예치할 첫번째 후보 은행은, 금융비밀지수 1위를 자랑하는 스위스에서도, 최대 은행인 UBS일 것이다. 한국의 경우 매년 10조원 정도의 미국 무기를 수입한다.
스위스 취리히에는 UBS와 크레디트 스위스가 같은 장소에 위치해 있으며, 5분 거리에 한국 외환은행 스위스 사무소가 1976년에 개설되었다.
스위스 방문을 들키지 않기 위해 프랑스, 독일의 공항에 내려 자동차로 스위스에 방문한다. 현금만 사용하여 일체 스위스에 체류한 흔적을 남기지 않는다. 고액권 지폐는 돈세탁에 용이하다고 알려져 있는데, 현재 사실상 세계 최고액권 지폐는 1000 스위스 프랑이다. 113만원 정도 된다. 1위 UBS와 2위 크레디트 스위스는 전체 스위스 예금 50%를 차지하는데, 스위스 취리히의 같은 장소에 두 은행이 위치해 있다. 금융실명제가 없어서 비실명인 계좌번호만 존재하는 숫자계좌를 개설할 수도 있다. 대신, 예금주가 사망해도 상속인이 계좌번호와 비밀번호를 모르면 일체 유산을 상속받을 수 없다. 요즘에 유통되는 모든 가상화폐도 계좌번호와 비밀번호를 모르면 일체 유산을 상속받을 수 없다.

## 크립토밸리
2016년 7월 추크시는 세계 최초로 공공요금을 비트코인으로 받기 시작했다.
2016년 스위스 정부는 인구 3만명의 작은 마을 추크(Zug)를 크립토밸리로 선포하고 모든 시민들에게 블록체인 디지털 아이덴티티를 발급했다. 이더리움 기반으로 구축된 시민들의 디지털 ID는 일종의 디지털 패스포트 역할을 하게 될 것이다. 스마트폰으로 블록체인 신분증을 사용해 전자투표를 한다.
2018년, 요한 슈나이더 암만(Johann Schneider-Ammann) 스위스 경제부 장관은 "스위스는 더 이상 크립토밸리가 아니다"라며 "앞으로 크립토네이션으로 거듭날 것"이라고 말했다. 암만은 2016년 스위스 연방 대통령을 지냈다. 스위스 연방 대통령은 임기 1년이다.
추크의 법인세는 8.6~14.6%로 스위스에서 가장 낮다. 미국 제약회사 존슨앤드존슨, 독일 전기전자 기업 지멘스, 세계 최대 원자재 기업 글렌코어, 식품회사 네슬레 같은 대기업이 모두 추크에 본사나 지사를 두고 있다. 추크시는 서울 종로구 정도의 면적이다.

## 대형은행

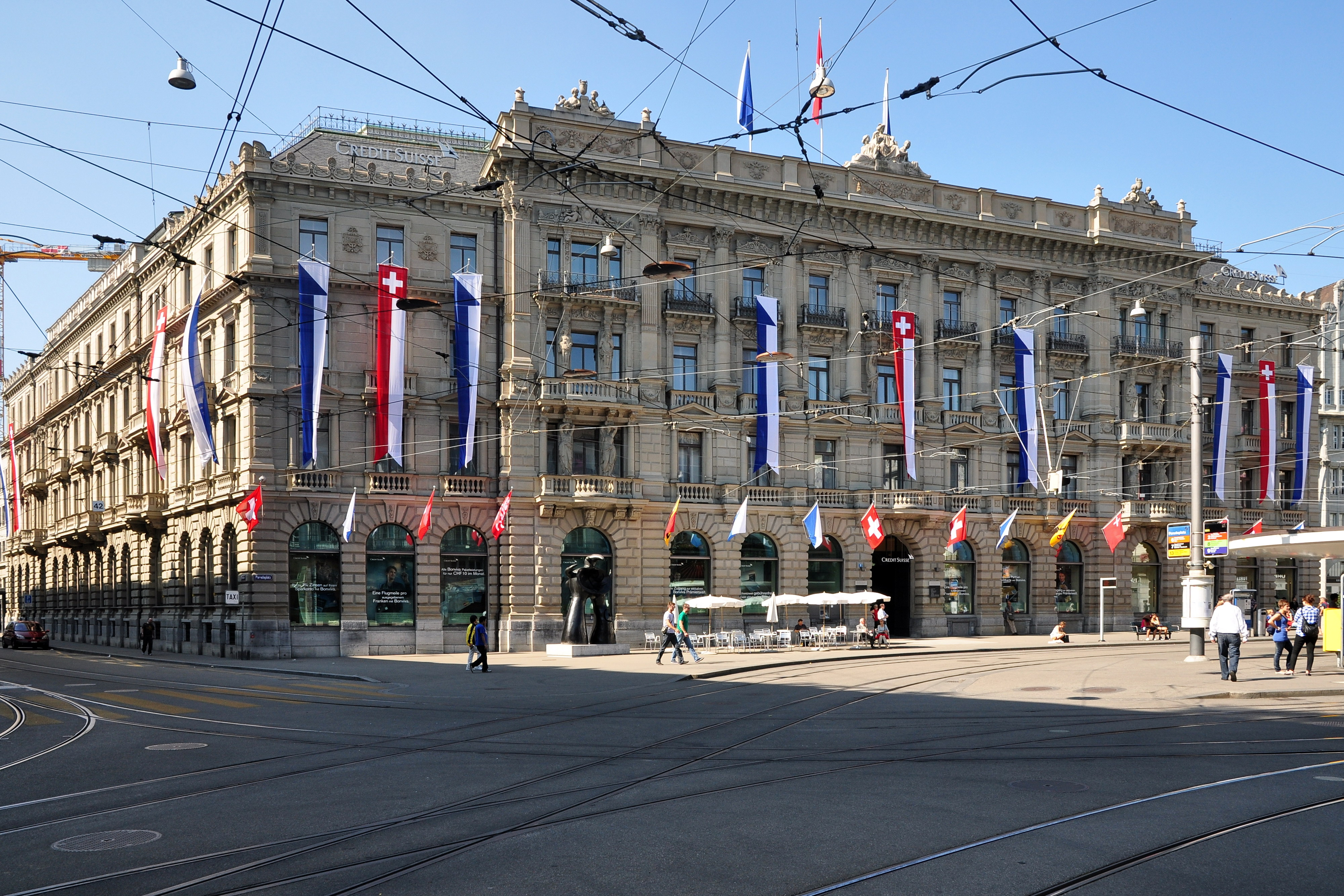
취리히의 크레디트 스위스 본사

### UBS
UBS는 스위스 최대 은행이다. 박정희 대통령의 비밀계좌도 UBS에 있었던 것으로 유명하다.
UBS는 1747년 설립된 스위스 은행(Swiss Bank)에 그 뿌리를 두고 있다. 스위스 최대 도시 취리히의 파라데플라츠 광장에 본사가 있다. 서울에 지점이 있다.

### 크레디트 스위스
크레디트 스위스는 스위스 2위 은행이다. 1위 UBS와 2위 크레디트 스위스가 스위스 은행 전체의 50% 이상을 차지한다.
1856년에 설립했다. 스위스 최대 도시 취리히의 파라데플라츠 광장에 본사가 있다. 서울에 지점이 있다.

## 같이 보기
- 숫자계좌